# Halász Géza (főhadnagy)
Halász Géza, szlovák nyelvterületen Halász Gejza, 1902-ig Fischer (Igrám, 1883. március 25. – Budapest, 1954. január 18.) értékpapírkereskedő, az első világháború idején főhadnagy.

## Élete
Fischer Jakab és Reisz Regina fia. Az érettségi után két évig a Műegyetemre járt, 1904-ben önkéntesként állt be a 38. császári és királyi honvéd gyalogezredhez, majd vizsgáját követően 1906-ban átkerült a 76. honvéd gyalogezred tartalék állományába. 1913. január elsejétől tartalékos zászlós, majd a 29. honvéd gyalogezredhez került és 1914 első napján tartalékos hadnaggyá nevezték ki. 1914 júniusában ezen rangjában vonult be hadgyakorlatra, a következő év februárjában az orosz frontra került, Uzsokhoz, ahol különleges beosztásban működött, s egy éjjeli támadás alkalmával két szakasszal 85 orosz katonát ejtett hadifogságba. Harcolt Drohobycz környékén, illetve Jaworów mellett is. 1915. május 29-én Bolechowicénél súlyos sebesülést szerzett, ám miután felgyógyult, 1916 februárjától ismét harcolt az oroszok ellen, immáron Bukovinában. Júniusban, a Bruszilov-offenzíva során orosz hadifogságba került. Innen nagy nehezen megszökött, s a HMS Himalaya nevű hajóval szeptemberben visszatért hazájába, majd leszerelt. Tűzharcos volt. 1954. január 18-án hunyt el Budapesten, 21-én temették el a rákospalotai temetőben (6. parcella 1. szakasz 96. sírhely.).

## Családja
Unokaöccse Halász Ottó egyetemi tanár, MTA-tag volt. 1922. november 22-én Budapesten, a Terézvárosban házasságot kötött Drozda Katalinnal, Drozda József és Frank Zsuzsanna Georgina lányával. Az egyik tanú Vukovári Tivadar volt. Halász Géza és Drozda Katalin közös gyermeke Halász Tamás Gábor 1923-ban született, belgyógyász lett, s 1948-ban házasságot kötött Tauszk Évával, Tauszk Ervin és Demecs Mária lányával. A házasságból két gyermek született: Halász Tamás sakkozó, matematikatanár, és Halász Zsuzsanna belgyógyász.

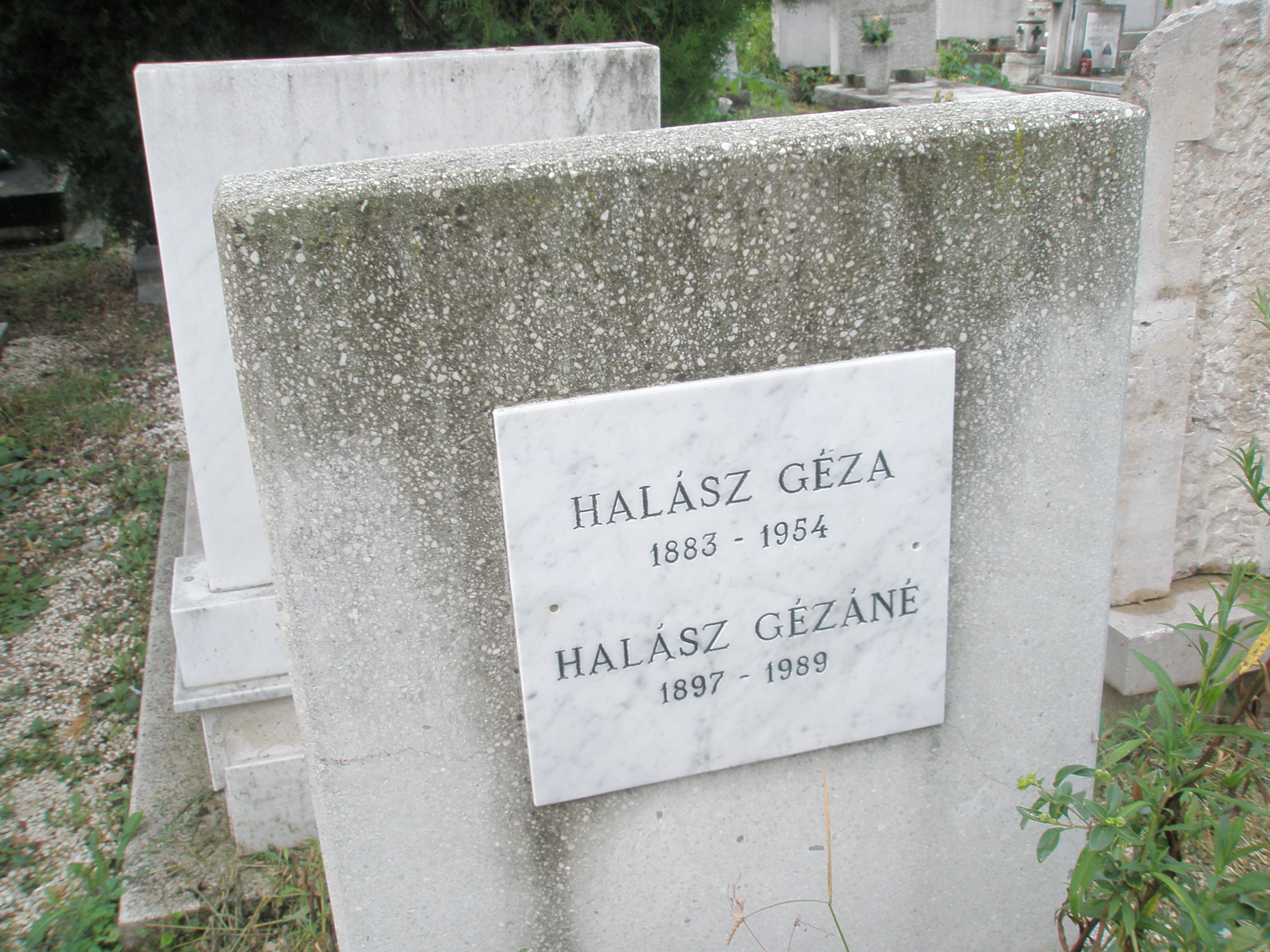
Sírja a Rákospalotai Temetőben. 6. parcella 1. szakasz 96. sírhely.